# Kosmos (lanciatore)
Kosmos (anche scritto Cosmos) è una famiglia di vettori spaziali di costruzione sovietica e russa. Costruiti in diverse versioni, dal punto di vista tecnico sono un'evoluzione degli SS-4 Sandal e degli SS-5 Skean di impiego militare.
I razzi Kosmos sono idonei sia per i trasporto di oggetti in orbita (volo orbitale), sia come razzi da ricerca (volo suborbitale). Il primo volo si svolse il 27 ottobre 1967. Un paio di versioni sono utilizzate ancora oggi.

## Versioni
Il primo volo di un vettore Kosmos ebbe luogo il 27 ottobre 1967. Complessivamente, ne sono stati lanciati fino ad oggi oltre 700 esemplari.

### Kosmos-2I
Kosmos 2I è la versione base dei vettori per impiego spaziale Kosmos. Lo sviluppo fu portato avanti dall'ufficio tecnico Yuzhonye, partendo dall'SS-4 Sandal militare. Ne sono state costruite due varianti principali, identificate dai rispettivi nomi di progetto.
- 63S1: razzo vettore bistadio per la messa in orbita di satelliti. L'altezza era di 31 metri ed il diametro di 1,6. Il peso al lancio raggiungeva i 48.110 kg, mentre il carico massimo era di 300 kg. Il primo volo fu effettuato il 27 ottobre 1961, e si risolse in un fallimento a causa di un guasto del primo stadio. Complessivamente, furono effettuati 38 lanci, 12 dei quali falliti (percentuale successi: 68,42%). L'ultimo lancio fu effettuato il 19 dicembre 1967.
- 63SM: razzo vettore bistadio per la messa in orbita dei satelliti (indice GRAU: 11K63). Sviluppato a partire dal Kosmos-2M. Dal punto di vista tecnico, era identico al predecessore, anche se il carico pagante era stato portato a 450 kg. Il primo lancio fu effettuato il 19 ottobre 1965, e l'ultimo il 18 giugno 1977. Complessivamente, furono effettuati 126 lanci, otto dei quali falliti (percentuale successi: 93,65%). Il costo stimato per ogni lancio è stato di 7,5 milioni di dollari (1985).

### Kosmos-2M
Il Kosmos-2M (nome di progetto 63S1M) era la versione modernizzata del precedente Kosmos-2I. Le caratteristiche tecniche erano identiche alla versione 2I, ma il carico pagante era stato portato a 450 kg. Utilizzato per lanci suborbitali dal 1965 al 1967, fu usato come base per lo sviluppo della versione 2I – 63SM.

### Kosmos-1
Il Kosmos-1 (nome di progetto 65S3) è stato il primo razzo della serie Kosmos sviluppato da Mikhail Jangel a partire dall'SS-5 Skean. Costruito presso l'industria di macchinari di Krasnojarsk, si trattava di un missile bistadio dell'altezza di 26,3 metri e con un diametro di 2,4 metri. Il peso al lancio era di 107.500 kg, ed il carico pagante raggiungeva i 1.400 kg. Complessivamente, furono effettuati 8 lanci, dal 28 agosto 1964 al 28 dicembre 1965, dei quali solo uno fallì (percentuale successi: 87,5%). Il payload tipico era costituito da satelliti Strela-1, e ne poteva portare in orbita fino a cinque. Il costo di un lancio è stato calcolato in 10 milioni di dollari (dati del 1994). Si trattò di un vero e proprio missile “ad interim”, e fu presto sostituito dal Kosmos-3.

### Kosmos-3
Il Kosmos-3 (indice GRAU: 11K65) è stato sviluppato a partire dal Kosmos-1. Si trattava di un razzo bistadio idoneo sia per voli orbitali, sia suborbitali.  Caratterizzato da una lunghezza di 26,3 metri e da un diametro di 2,4 metri, aveva un peso al lancio di 107.500 kg. Il carico massimo era di 1.400 kg (apogeo a 4.000 km). Complessivamente, furono effettuati sei lanci, di cui quattro coronati da successo (percentuale successi: 66,67%). Il primo volo ebbe luogo il 16 novembre 1966, e l'ultimo il 27 agosto 1968. Tutti i lanci furono effettuati presso il sito 41/45 del cosmodromo di Baikonur. Fu sostituito dal più perfezionato Kosmos-3M.

### Kosmos-3M
Il Kosmos-3M (indice GRAU: 11K65M) è l'evoluzione del Kosmos-3. Si tratta di un razzo bistadio il cui primo volo risale al 15 maggio 1967. I dati tecnici inseriti in tabella si riferiscono a questa versione. Utilizzato ancora oggi, ha compiuto ben 440 voli, di cui venti falliti (percentuale di successo: 95,45%). Il costo di ogni singolo lancio è di 12 milioni di dollari (dati del 1999).

### Kosmos-3MR
Il Kosmos-3MR (codice costruttore: K65M-R) è un razzo a due stadi per test suborbitali. Il primo volo ha avuto luogo il 1º gennaio 1973, e risulta ancora oggi operativo. Complessivamente, sono stati effettuati 326 lanci (l'ultimo il 22 aprile 2006), con un solo fallimento (percentuale successo: 99,69%). Le dimensioni sono praticamente le stesse della versione 3M.

### Kosmos-3MP
Il Kosmos-3MP (codice costruttore: 65MP) era una particolare versione del Kosmos-3M, progettata per i test suborbitali ed orbitali degli spazioplani Spiral e Buran. I dati tecnici sono i medesimi della versione 3M, con l'eccezione del peso al lancio (107.500 kg) e della lunghezza (26,3 metri). Il costo di un lancio era di 10 milioni di dollari (1994).

### Kosmos-3MRB
Il Kosmos-3MRB (codice costruttore: 65MRB o 65M-RB) era una versione del Kosmos-3M progettata per svolgere test suborbitali. Il primo lancio venne effettuato il 5 dicembre 1980 e l'ultimo il 21 giugno 1988.